# Кукуш (1924)
„Кукуш“ (изписване до 1945 година: Кукушъ) е българско илюстровано списание, излязло на 24 май 1924 година в София, България.
Печата се в печатница „Нов живот“. Издание е на Кукушкото благотворително братство „Свети Георги“. Броят е от 16 страници – статии за миналото на Кукуш, стихотворения, народни обичаи и съобщения. Съдържание:
- Обращение на Настоятелството
- Т. Делииванов – „Един дълг“
- М. Шопов – „Град Кукуш“
- д-р К. Д. Станишев – „Прокуденият кукушанец“
- П. Дървингов – „Дарбите на кукушаните“
- Дим. Христов – „Последните минути преди да напусна родното пепелище“
- П. Д. Христов – „Защо станахме унияти“
- Ив. А. Палазов – стихотворението „Кукуш“, посветено на Гоце Делчев
- Н. Хр. Дзанев-Карапалев – „Младостта ни“
- Снимки
- Юрдан Н. Гулов – стихотворението „Заточеник“
- Народна песен – от Рачински
- Дим. Христов – „Как Гърция принуждава българите македонци да напущат родните си огнища“
- Съобщения
- Списък на дарителите